# Schlacht auf dem Amselfeld (1448)
Die zweite Schlacht auf dem Amselfeld (ungarisch: második rigómezei csata, türkisch: İkinci Kosova muharebesi) fand vom 17. bis zum 20. Oktober 1448 auf dem Kosovo Polje (Amselfeld) zwischen dem Königreich Ungarn, das eine römisch-katholische Koalition unter Johann Hunyadi anführte, und dem Osmanischen Reich unter Sultan Murad II. statt. Die Schlacht endete anders als die erste Schlacht auf dem Amselfeld (1389) mit einem eindeutigen Sieg der osmanischen Türken.

## Vorgeschichte
Um 1448 sah der ungarische Heeresführer Johann Hunyadi den richtigen Augenblick gekommen, um gegen die Osmanen zu ziehen. Nach der Niederlage in der Schlacht bei Warna (1444) hob er eine weitere Armee gegen die Türken aus. Seine Strategie sah vor, dass eine Revolte der Völker des Balkans einen Überraschungsangriff begünstigte und er die Osmanen in einer einzigen Schlacht besiegen konnte. Die Beziehungen des serbischen Despoten Đurađ Branković zu Ungarn waren bereits an einem Tiefpunkt angelangt, als Hunyadi seinen Kreuzzug gegen die Osmanen begann. Branković galt aber weiterhin als Vasall Ungarns, und daher verlangte Hunyadi, dass er sich dem Feldzug anschließe. Branković weigerte sich jedoch, da er gleichzeitig die Oberhoheit Ungarns und die der Osmanen tragen musste und eine Niederlage Hunyadis voraussah. Seine Versuche, Hunyadi vom Kreuzzug abzubringen, scheiterten. Auch soll er auf den Fürsten Skanderbeg eingewirkt haben, sich Hunyadi nicht anzuschließen. Es bestand sogar der Verdacht, er habe die Osmanen vor einem erneuten Angriff gewarnt. Hunyadi versuchte anschließend mit Gewalt, Branković zur Teilnahme am Kreuzzug zu bewegen. Bewusst setzte er mit seinem Heer nach Serbien und zog plündernd durch das Land. Auf die Nachricht vom Heranrücken der Osmanen zog er gen Süden, wo es zur zweiten Schlacht auf dem Amselfeld kam.

## Verlauf
Die Schlacht zog sich über drei Tage hin. Die Osmanen hatten ihre Stellungen schon bezogen, als Hunyadi auf dem Amselfeld auftauchte. Seine Ritter eroberten die von den Türken schon besetzten Hügel hinter seiner Armee und befestigten diese Stellungen mit Kriegswagen.
Am nächsten Tag begann die Schlacht mit einem Angriff Hunyadis. Die von Soldaten aus Rumelien und Anatolien gebildeten türkischen Flanken wurden anfangs zurückgedrängt, bis die türkische leichte Kavallerie diese verstärkte. Die folgende Niederlage der ungarischen Flanken und deren Rückzug bewogen Hunyadi, seine Hauptarmee gegen das türkische Zentrum zu schicken. Nachdem der Durchbruch erst am türkischen Lager – der Sultansschanze – zum Stillstand gekommen war, gelang es der türkischen Infanterie, sich neu zu formieren und die ungarischen Ritter zurückzudrängen. Während des Rückzugs der ungarischen Kräfte wurden die meisten von ihnen von den Janitscharen niedergemacht. Hunyadi war gezwungen zu fliehen, wurde aber von Branković gefangen genommen und eingekerkert. Hunyadi wurde freigelassen, als er sich verpflichtete, die Lehen Brankovićs in Ungarn nicht anzugreifen und für die Schäden, die seine Armee in Serbien gemacht hatte, aufzukommen. Zurück in Ungarn wurde Hunyadi vom Gegenpapst Felix V. seiner Verpflichtung entbunden und konfiszierte alle Lehen Brankovićs. Damit endete de facto die ungarische Oberhoheit über Serbien. Branković war fortan ganz auf die Gnade der Osmanen angewiesen. Später wurde er von den Serben gefangen genommen und erst gegen Zahlung eines Lösegeldes wieder freigegeben.

## Die Schlacht in der Serbischen Volksdichtung
Hunyadi taucht in der Serbischen epischen Dichtung als Sibinian Janko auf. Die zweite Schlacht auf dem Amselfeld ist in zwei serbischen Sprichwörtern lebendig:
- „Spät kommt Janko zum Amselfeld“ (serbisch: Касно Јанко на Косово стиже), die auf die erste Schlacht auf dem Amselfeld (1389) anspielt
- „Verunglückt wie Janko auf dem Amselfeld“ (Страдао као Јанко на Косову), welches sich auf die schweren Verluste der ungarischen Ritter bezieht.